# Лучієнь (Димбовіца)
Лучієнь, Лучієні (рум. Lucieni) — село у повіті Димбовіца в Румунії. Входить до складу комуни Лучієнь.
Село розташоване на відстані 69 км на північний захід від Бухареста, 8 км на південь від Тирговіште, 141 км на північний схід від Крайови, 90 км на південь від Брашова.

## Населення
За даними перепису населення 2002 року у селі проживала 2571 особа.
Національний склад населення села:
| Національність | Кількість осіб | Відсоток |
| -------------- | -------------- | -------- |
| румуни         | 2537           | 98,7%    |
| цигани         | 33             | 1,3%     |

Рідною мовою назвали:
| Мова      | Кількість осіб | Відсоток |
| --------- | -------------- | -------- |
| румунська | 2557           | 99,5%    |
| циганська | 13             | 0,5%     |